# Cristiano VI di Danimarca
Cristiano VI di Danimarca (Copenaghen, 30 novembre 1699 – Hørsholm, 6 agosto 1746) fu re di Danimarca e Norvegia dal 1730 fino alla sua morte.
È considerato uno dei re più anonimi della Danimarca-Norvegia, ma era un abile politico, noto soprattutto per il suo regime autoritario. Fu il primo re della dinastia Oldenburg ad astenersi dall'entrare in qualsiasi guerra. Durante il suo regno furono introdotti sia la conferma obbligatoria (1736) che un sistema scolastico pubblico a livello nazionale (1739).

## Biografia
Cristiano nacque al Castello di Frederiksborg, come secondogenito ma primo figlio sopravvissuto di Federico IV di Danimarca, e della sua prima moglie, Luisa di Meclemburgo-Güstrow. Suo nonno, il re Cristiano V, era morto appena tre mesi prima della sua nascita, ed era quindi principe ereditario dalla nascita. Dal 1706 Cristiano imparò a capire il danese ma usò il tedesco per parlare e scrivere tutti i giorni. Ha ricevuto un'istruzione migliore e ha acquisito più conoscenze di suo padre e suo nonno.

## Matrimonio
Come principe ereditario gli fu permesso da suo padre di trovarsi una moglie da solo. Durante un viaggio attraverso l'Europa accompagnato dal cancelliere Ulrik Adolf Holstein, il principe ereditario conobbe Sofia Maddalena di Brandeburgo-Kulmbach, una delle dame della regina Cristiana Eberardina nel castello di Pretzsch. Sofia Maddalena era la figlia di Cristiano Enrico di Brandeburgo-Kulmbach. Proveniva da un ramo povero della dinastia degli Hohenzollern: metà della terra fu ipotecata e suo padre morì giovane. Aveva 13 fratelli ed era considerata una candidata non adeguata per il principe danese, ma il re diede il suo permesso. Si sposarono il 7 agosto 1721 a Pretzsch. La coppia ebbe tre figli:

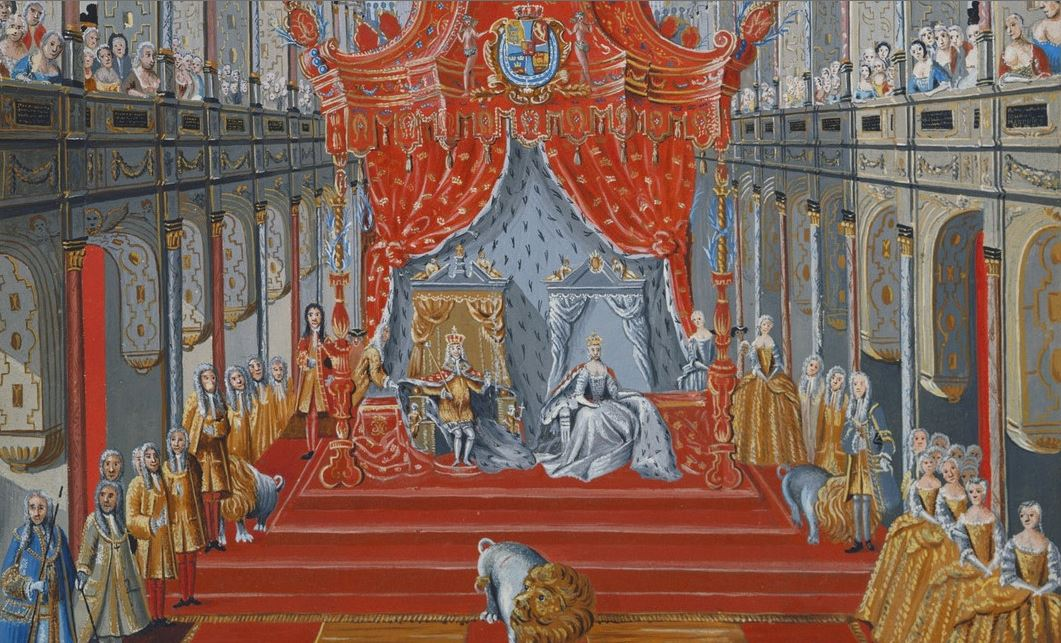
Incoronazione di Cristiano VI, 1731.

- Federico V (1723-1766);
- Luisa (1724);
- Luisa (1726-1756).

## Regno
Alla morte di Federico IV il 12 ottobre 1730, la coppia divenne re e regina di Danimarca-Norvegia. Furono incoronati il 6 giugno 1731 nella Cappella del Castello di Frederiksborg. Il re era timido e introverso per natura e stava lontano dal pubblico. L'indignazione di Cristiano per la bigamia e la promiscuità generale del padre - motivo del grande dolore della sua defunta madre - lo portò a una delle sue prime azioni di governo: invertire la volontà del padre e privare la vedova, la regina Anna Sofia Reventlow, di gran parte della ricchezza che aveva ereditato prima di esiliarla nella tenuta di Clausholm, la sua casa d'infanzia.
Per i primi dieci anni del suo governo si consultò spesso con suo cugino, il conte Christian Ernst di Stolberg-Wernigerode. Il conte ha preso parte a quasi tutto, dal licenziamento dei cuochi nella cucina della regina alla determinazione della politica estera. Incoraggiò il re il più a lungo possibile a mantenere l'alleanza inglese, che portò al matrimonio tra Luisa, figlia di Giorgio II di Gran Bretagna, con il figlio maggiore del re, Federico.
In politica interna, si deve a Cristiano l'introduzione della legge chiamata dell'ascrizione del 1733, la stavnsbånd, che obbligava i contadini a risiedere nella loro regione nativa e che rendeva gli stessi contadini soggetti sia alla nobiltà locale sia all'esercito. Anche se l'idea che stava dietro la legge era probabilmente quella di assicurare un costante numero di contadini-soldati, è stata poi ritenuto l'ultimo caso di soggiogamento della classe contadina danese. La reputazione di Cristiano fu quindi ulteriormente danneggiata da questa legge, abolita poi nel 1788.
Cristiano è conosciuto soprattutto per essere stato un sovrano religioso: era profondamente devoto al pietismo. Questa pressione religiosa, insieme alla sua mancanza di personalità, fecero di lui uno dei sovrani assoluti più impopolari di Danimarca. Gli storici recenti hanno cercato di mutare questo ritratto, sottolineando come non fosse così intollerante come trasmessoci dalle cronache d'epoca e che il suo temperamento fosse piuttosto quello di un burocrate scrupoloso. Lo sguardo negativo nei confronti del re è però durata negli anni.
Un altro risultato duraturo degli sforzi del re fu l'introduzione della conferma obbligatoria nel 1736. Ciò richiedeva un certo livello di alfabetizzazione, promuovendo così la necessità di un sistema scolastico comune, creato con decreto nel 1739.
Ci furono numerose attività di costruzioni durante il regno di Cristiano VI, che fu probabilmente il più grande costruttore danese del XVIII secolo. Anche la regina fece considerevoli sforzi. Tra le loro opere ci sono il Castello di Christiansborg, costruito tra il 1732 e il 1742, andato bruciato nel 1794 e poi ricostruito, il Palazzo Hirschholm, nella Zelanda del Nord, nell'odierna cittadina di Hørsholm (costruito tra il 1737 e il 1739 e demolito nel 1812), e l'Eremitage (costruito tra il 1734 e il 1736). Questi costosi edifici furono eretti con lo scopo di rappresentanza.
In politica estera, era pacifico: mantenne la Danimarca neutrale. Fu un'epoca di progresso per i commerci, e furono fondate nuove compagnie e banche.
Cristiano VI era un puritano di semplici abitudini e un uomo con la tendenza a sfuggire alla società. Fu debole e malato fin dalla giovinezza, e numerose malattie lo portarono a una morte prematura.

## Morte

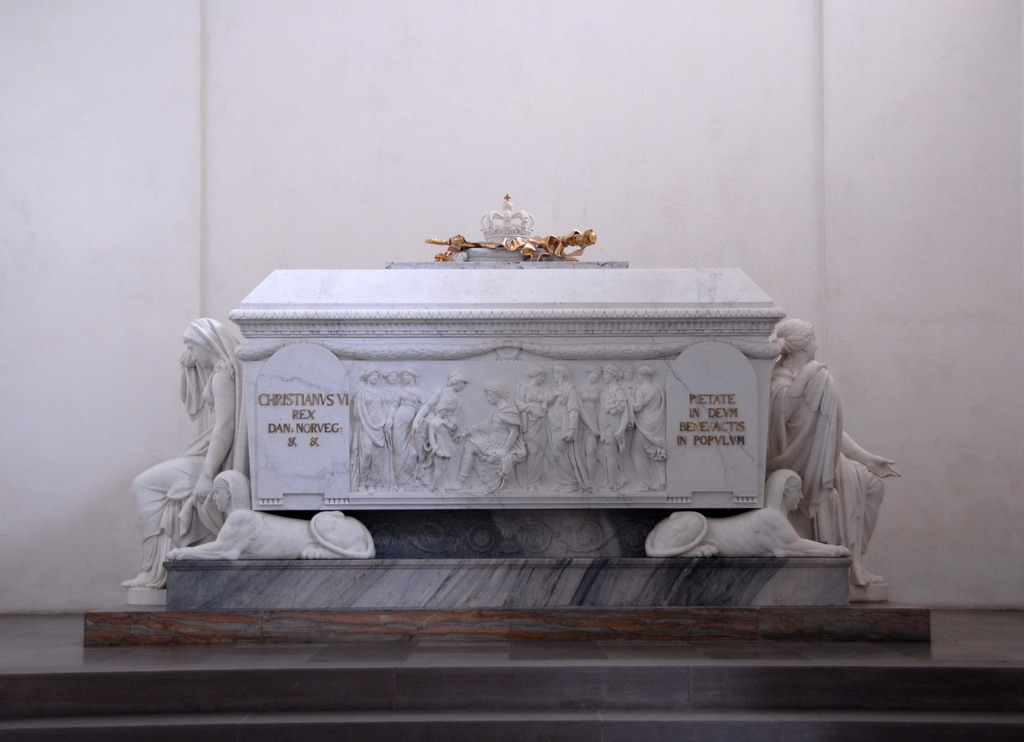
Tomba di Cristiano VI nella Cattedrale di Roskilde

Cristiano VI fin dalla giovinezza fu malaticcio e cronico. Il 6 agosto 1746 il re morì nel Palazzo di Hirschholm. Fu sepolto nella Cattedrale di Roskilde. Il memoriale neoclassico progettato e realizzato dallo scultore Johannes Wiedewelt fu commissionato dalla vedova del re.
Il monumento in marmo fu completato nel 1768, ma non fu installato nella cattedrale di Roskilde fino al 1777. Il monumento consiste in un sarcofago e due figure femminili, "Sorgen" (la Tristezza) e  "Berømmelsen" (la Fama). Quello di Cristiano VI fu il primo sarcofago neoclassico in Danimarca ed è considerato il punto di partenza del Neoclassicismo in Danimarca.
La città di Kristiansund, in Norvegia, porta il suo nome.

## Albero genealogico
|                                       |                                            |                                      | Genitori                                   |  |  | Nonni |  |  | Bisnonni                  |  |  | Trisnonni                 |  |
|                                       |                                            |                                      |                                            |  |  |       |  |  | Federico III di Danimarca |  |  | Cristiano IV di Danimarca |  |
|                                       |                                            |                                      |                                            |  |  |       |  |  | Federico III di Danimarca |  |  | Cristiano IV di Danimarca |  |
|                                       |                                            | Anna Caterina del Brandeburgo        |                                            |  |  |       |  |  | Federico III di Danimarca |  |  |                           |  |
| Cristiano V di Danimarca              |                                            |                                      |                                            |  |  |       |  |  | Federico III di Danimarca |  |  |                           |  |
|                                       |                                            | Sofia Amelia di Brunswick e Lüneburg | Giorgio di Brunswick-Lüneburg              |  |  |       |  |  |                           |  |  |                           |  |
|                                       |                                            | Sofia Amelia di Brunswick e Lüneburg | Giorgio di Brunswick-Lüneburg              |  |  |       |  |  |                           |  |  |                           |  |
|                                       |                                            | Sofia Amelia di Brunswick e Lüneburg | Anna Eleonora di Assia-Darmstadt           |  |  |       |  |  |                           |  |  |                           |  |
| Federico IV di Danimarca              |                                            | Sofia Amelia di Brunswick e Lüneburg |                                            |  |  |       |  |  |                           |  |  |                           |  |
|                                       |                                            | Guglielmo VI d'Assia-Kassel          | Guglielmo V d'Assia-Kassel                 |  |  |       |  |  |                           |  |  |                           |  |
|                                       |                                            | Guglielmo VI d'Assia-Kassel          | Guglielmo V d'Assia-Kassel                 |  |  |       |  |  |                           |  |  |                           |  |
|                                       |                                            | Guglielmo VI d'Assia-Kassel          | Amalia Elisabetta di Hanau-Münzenberg      |  |  |       |  |  |                           |  |  |                           |  |
| Carlotta Amalia d'Assia-Kassel        |                                            | Guglielmo VI d'Assia-Kassel          |                                            |  |  |       |  |  |                           |  |  |                           |  |
|                                       |                                            | Edvige Sofia di Brandeburgo          | Giorgio Guglielmo di Brandeburgo           |  |  |       |  |  |                           |  |  |                           |  |
|                                       |                                            | Edvige Sofia di Brandeburgo          | Giorgio Guglielmo di Brandeburgo           |  |  |       |  |  |                           |  |  |                           |  |
|                                       |                                            | Edvige Sofia di Brandeburgo          | Elisabetta Carlotta di Wittelsbach-Simmern |  |  |       |  |  |                           |  |  |                           |  |
| Cristiano VI di Danimarca             |                                            | Edvige Sofia di Brandeburgo          |                                            |  |  |       |  |  |                           |  |  |                           |  |
|                                       | Giovanni Alberto II di Meclemburgo-Güstrow | Giovanni VII di Meclemburgo-Schwerin |                                            |  |  |       |  |  |                           |  |  |                           |  |
|                                       | Giovanni Alberto II di Meclemburgo-Güstrow | Giovanni VII di Meclemburgo-Schwerin |                                            |  |  |       |  |  |                           |  |  |                           |  |
|                                       | Giovanni Alberto II di Meclemburgo-Güstrow | Sofia di Holstein-Gottorp            |                                            |  |  |       |  |  |                           |  |  |                           |  |
| Gustavo Adolfo di Meclemburgo-Güstrow | Giovanni Alberto II di Meclemburgo-Güstrow |                                      |                                            |  |  |       |  |  |                           |  |  |                           |  |
|                                       |                                            | Eleonora Maria di Anhalt-Bernburg    | Cristiano I di Anhalt-Bernburg             |  |  |       |  |  |                           |  |  |                           |  |
|                                       |                                            | Eleonora Maria di Anhalt-Bernburg    | Cristiano I di Anhalt-Bernburg             |  |  |       |  |  |                           |  |  |                           |  |
|                                       |                                            | Eleonora Maria di Anhalt-Bernburg    | Anna di Bentheim-Tecklenburg               |  |  |       |  |  |                           |  |  |                           |  |
| Luisa di Meclemburgo-Güstrow          |                                            | Eleonora Maria di Anhalt-Bernburg    |                                            |  |  |       |  |  |                           |  |  |                           |  |
|                                       |                                            | Federico III di Holstein-Gottorp     | Giovanni Adolfo di Holstein-Gottorp        |  |  |       |  |  |                           |  |  |                           |  |
|                                       |                                            | Federico III di Holstein-Gottorp     | Giovanni Adolfo di Holstein-Gottorp        |  |  |       |  |  |                           |  |  |                           |  |
|                                       |                                            | Federico III di Holstein-Gottorp     | Augusta di Danimarca                       |  |  |       |  |  |                           |  |  |                           |  |
| Maddalena Sibilla di Holstein-Gottorp |                                            | Federico III di Holstein-Gottorp     |                                            |  |  |       |  |  |                           |  |  |                           |  |
|                                       |                                            | Maria Elisabetta di Sassonia         | Giovanni Giorgio I di Sassonia             |  |  |       |  |  |                           |  |  |                           |  |
|                                       |                                            | Maria Elisabetta di Sassonia         | Giovanni Giorgio I di Sassonia             |  |  |       |  |  |                           |  |  |                           |  |
|                                       |                                            | Maria Elisabetta di Sassonia         | Maddalena Sibilla di Hohenzollern          |  |  |       |  |  |                           |  |  |                           |  |
|                                       |                                            | Maria Elisabetta di Sassonia         |                                            |  |  |       |  |  |                           |  |  |                           |  |